# Caso Montoro
El caso Montoro es un caso de corrupción política en España que involucra al exministro de Hacienda Cristóbal Montoro y a 27 personas más por presuntas irregularidades cometidas al frente de ese ministerio durante los gobiernos de Mariano Rajoy (2011-2018).
La investigación judicial se centra en el supuesto favorecimiento a empresas (gasísticas, renovables o del juego) al crear normas y reformas fiscales a cambio de pagos directos al despacho Equipo Económico, fundado por Montoro en 2006. Se considera este bufete como el "epicentro de una supuesta trama corrupta acusada de beneficiar a empresas a cambio de dinero".
Las empresas que pagaban a dicho bufete se habrían beneficiado tanto de las reformas legales impulsadas desde el Ministerio dirigido por el ex ministro del Partido Popular como de información privilegiada de los presupuestos generales del Estado antes que el propio Congreso. Según la investigación judicial, llevada por los Mozos de Escuadra y la Unidad Central Operativa (UCO) de la Guardia Civil la trama de Hacienda de Montoro consiguió comisiones cercanas a los 50 millones de euros. Asimismo, las empresas implicadas gozaron de un beneficio fiscal de 2.200 millones en 2012. Entre el Impuesto a las Actividades Económicas (IAE) y la rebaja en el Impuesto Especial sobre la electricidad, las empresas gasísticas dejaron de pagar más de 51 millones: 41 los dejó de ingresar el Estado y algo más de 10 millones varios ayuntamientos. Entre los municipios afectados, están Alcalá de Guadaíra, Morell, Tres Cantos y Sagunto.

## Cronología
Cristóbal Montoro y cuatro de sus altos cargos, todos ellos investigados, coinciden en el Ministerio de Hacienda del Gobierno de José María Aznar entre 2000 y 2004. En el año 2006, Montoro funda con la cúpula de su Ministerio el bufete llamado Montoro y Asociados, que posteriormente se llamará Equipo Económico. En el año 2008, para regresar al Congreso de los Diputados, Montoro vende sus acciones del despacho consultor a 10 euros cada una, lo que no es “un precio razonable de venta”, según Hacienda. Cuando Rajoy lo nombra ministro de Hacienda (2011), los dirigentes de Equipo Económico supuestamente ejercieron una notable influencia sobre el Ministerio y los nuevos integrantes del mismo. 
Entre 2008 y 2012, el operador de juegos de azar Codere pagó más de 140.000 euros al año al bufete Equipo Económico, sumando un total de 679.000 euros, Durante esos años, el ex ministro Rafael Catalá, quien había trabajado con Montoro como alto cargo de Hacienda durante el Gobierno de Aznar (entre 2000 y 2002), eran el secretario general de la empresa beneficiaria del sector del juego. Las normativas aprobadas sobre el juego en línea favorecieron a esta empresa. 
En el año 2013 se produce la rebaja del impuesto a las compañías eléctricas. A finales de ese año, el diputado Pedro Saura le preguntó a Montoro sobre su posible conflicto de intereses con las empresas que contrataban a Equipo Económico. El ministro por entonces aseguró que no tenía ninguna vinculación. E insistió: "Se montan teorías por ahí, pero qué le vamos a hacer. Tanta difamación... Tanta difamación en esta vida solo se combate desde la transparencia".
En el año 2014, la Asociación de Fabricantes de Gases Industriales y Medicinales (AFGIM) consigue en muy poco tiempo una reforma fiscal que había propuesto en varias ocasiones sin éxito. La investigación de la UCO concluye que la mediación de Equipo Económico habría sido fundamental para cambiar el criterio de Hacienda respecto a la tributación del sector gasístico. AFGIM pagó a Equipo Económico 312.180 euros por favorecer una menor carga impositiva para ellas. Mientras que AFGIM se benefició de la reducción del 85% sobre la base liquidable del Impuesto eléctrico, Hacienda Pública tuvo una pérdida recaudatoria de 59 millones de euros en 2015. Los cambios legales favorables se realizaron entre 2014 y 2018.  
En 2019, la fiscal anticorrupción encontró indicios de una operación compleja y sostenida en el tiempo ocasionando una trama en la que los socios "han podido recurrir al uso de testaferros y empresas pantalla para alejar la ganancia de su origen ilícito y ocultar su inversión". El entramado societario habría usado varias empresas instrumentales, como Econodos S.L, propiedad de Ricardo Martínez Rico; Tutman Fiscalía S.L., de Manuel de Vicente-Tutor; Consultaría y Diagnóstico S.L., de Francisco de Asís Piedras Camacho; y Plataforma de Soluciones Jurídicas, de Salvador Mariano Ruiz Gallud. La investigación de Mozos de Escuadra y de la UCO también rastreó 16 inmuebles adquiridos por estas empresas.  
En el caso Montoro, están investigados miembros de la cúpula de Hacienda de los gobiernos de Aznar y Rajoy.

## Desarrollo de la investigación
El origen de la investigación está en un correo electrónico, en el que un técnico de Messer le decía a su director general en diciembre de 2013: 
 La vía más directa, como siempre, es pagar a este equipo económico que tiene contacto directo con el ministro de Hacienda Cristóbal Montoro.  
Desde el año 2018 hubo alertas sobre posibles irregularidades, a raíz de investigaciones de la Agencia Tributaria y los Mozos de Escuadra. Estas investigaciones revelaron posibles conflictos de interés y un "uso instrumental de las instituciones del Estado para favorecer intereses privados".
Cristóbal Montoro y otras 27 personas han sido formalmente imputadas por delitos que incluyen cohecho, fraude contra la Administración pública, prevaricación, tráfico de influencias, negociaciones prohibidas, corrupción en los negocios y falsedad de documentos.
El juez investiga la existencia de una red de influencias liderada por Montoro para impulsar cambios normativos que beneficiaran a empresas que contrataban los servicios de Equipo Económico. Se sospecha que reformas fiscales, como la reducción del Impuesto Eléctrico en 2014, beneficiaron a empresas que previamente habían contratado a Equipo Económico.  Montoro habría recibido y difundido información fiscal reservada de personalidades, incluyendo rivales políticos y figuras públicas como Rafael Nadal, Juan Carlos Monedero, Rodrigo Rato, Esperanza Aguirre. La investigación apunta a que la trama de Hacienda liderada por Montoro consiguió comisiones cercanas a los 50 millones de euros. En contraprestación,  las empresas implicadas gozaron de un beneficio fiscal de 2.200 millones en 2012.
La investigación judicial sigue en curso. Se están analizando cientos de cuentas bancarias y se están tomando declaraciones a los implicados. El caso ha generado un intenso debate político y mediático en España. 

### Presión a periodistas
Varios periodistas han denunciado que Montoro utilizó la Agencia Tributaria para amedrentar y perseguir a quienes investigaban sus actividades. Entre otros, el periodista Javier Chicote (ABC) publicó una serie de artículos en 2017 y Montoro comenzó a amenazarles, tanto a él como al periódico. Carlos Alsina (Onda Cero) también ha denunciado represalias y presiones de Montoro contra el periodista y los intereses de su emisora. Según declaración del periodista, Montoro le dijo: “Soy el ministro de Hacienda, ¿entiendes? Yo decido el IVA del libro digital y no creo que a los accionistas de tu grupo les guste que lo suba. Tenlo presente”. Según cuenta Chicote, Montoro recopilaba todos los datos fiscales disponibles y amenazaba con publicar informes fiscales de quienes le investigaban.

## Implicados
El juez ha imputado a 27 personas y varias empresas implicadas en el caso, entre las que se encuentran: 
- Cristóbal Montoro: Exministro de Hacienda con José María Aznar y con Mariano Rajoy, y fundador de Equipo Económico, el despacho de consultoría sospechoso de ser el vehículo para el cobro de comisiones.

Asimismo, varios ex altos cargos de Hacienda están siendo investigados por su presunta participación en la trama. Entre ellos, Miguel Ferre Navarrete (secretario de Estado de Hacienda entre 2011 y 2016). Pilar Platero Sanz (Subsecretaria de Hacienda y Administraciones Públicas entre 2011 y 2016). Tras su paso por la subsecretaría del ministerio, fue nombrada presidenta de la SEPI. Felipe Martínez Rico (Subsecretario de Hacienda y Función Pública en 2016). Diego Martín-Abril Calvo (Director General de Tributos entre 2012 y 2016). José Alberto García Valera (Director General de Tributos entre 2016 y 2018). Óscar Del Amo Galán (Subdirector General de Tributos Locales desde 2011). Rogelio Menéndez Menéndez (Asesor del Gabinete de Hacienda entre 2013 y 2015). José María Buenaventura Zabala (Director del Gabinete del secretario de Estado de Hacienda desde 2012). Santiago Menéndez Menéndez (Director general de la Agencia tributaria de 2013 a 2018).
Igualmente, el juez imputa socios y administradores de Equipo Económico que  habrían utilizado sus influencias en el Ministerio de Hacienda, a fin de obtener modificaciones legislativas favorables para sus clientes. Ricardo Martínez Rico, Manuel De Vicente-Tutor Rodríguez, Salvador Mariano Ruiz Gallud, Francisco Piedras Camacho, Covadonga Gómez Garrido.
El político Antonio Beteta, ex Consejero de Economía y Hacienda de la Comunidad de Madrid con Esperanza Aguirre, está implicado por el pago de 2.1 millones de euros a Equipo Económico, pero finalmente no está imputado. Según el sumario del juez, como presidente, usó la entidad Madrid Network, fundada por Esperanza Aguirre en 2007 y en la que trabajó Isabel Díaz Ayuso, para pagar 1,8 millones de euros y 300.000 euros desde el entorno gubernativo. Madrid Network fue la segunda empresa que más dinero pagó a Equipo Económico.
También aparecen implicadas varias empresas por su relación con Equipo Económico (hoy Global Afteli), como Abengoa, Air Liquide España, Carburos Metálicos, Ferrovial, Linde Gas (antes Abelló Linde), Messer Ibérica de Gases, Praxair España (actualmente Nippon Gases), Red Eléctrica, Solaria Energía, así como algunos de sus directivos.
Según el informe judicial, Abengoa pagó 4.9 millones de euros a Equipo Económico (4.410.780 euros entre 2008 y 2017 más 503.277 euros por pago de dos mercantiles a la consultora). Solaria abonó 2.2 millones de euros al despacho entre 2008 y 2013. Madrid Network destinó 1.8 millones de euros entre 2008 y 2011 (más 300.000 que realizó Antonio Beteta desde entornos del gobierno de la Comunidad de Madrid). Ferrovial le pagó al bufete 583 mil euros durante el periodo 2012-2014. 

### Equipo Económico
El bufete Equipo Económico deriva de Montoro y Asociados. Al ser nombrado Montoro Ministro de Hacienda, él traslada las acciones a su hermano. La dirección de Equipo Económico corría a cargo de la cúpula de Hacienda del Ministerio de Montoro. La empresa posteriormente cambió el nombre a Global Afteli.

## Perjudicados
La trama del equipo de Montoro afectó negativamente en la recaudación de las arcas nacionales y locales mientras el ex ministro del Partido Popular imponía recortes en los presupuestos municipales. Entre el Impuesto a las Actividades Económicas (IAE) y la rebaja en el Impuesto Especial sobre la Electricidad (IEE), las empresas gasísticas dejaron de pagar más de 51 millones: 41 los dejó de ingresar el Estado y unos 10,5 millones varios ayuntamientos. Según el sumario, varios ayuntamientos con plantas de producción vinculadas a estas empresas gasísticas perdieron estos millones en concepto del Impuesto de Actividades Económicas (IAE) en los primeros cinco años de aplicación de la nueva norma. Entre los municipios afectados, están Alcalá de Guadaíra, Morell, Tarragona, Tres Cantos y Sagunto. El Ayuntamiento de Morell dejó de recaudar 1,14 millones de euros debido a la nueva norma del Ministerio de Montoro. El Ayuntamiento de Sagunto dejó de ingresar 266.000 euros en impuestos. Asimismo, el Ayuntamiento de Alcalá de Guadaíra registró un agujero fiscal de 315.000 euros por la bajada de impuestos. Igualmente, el Ayuntamiento de Tres Cantos dejó de recaudar 300.000 euros. El Ayuntamiento de Tarragona no incluyó en sus arcas 80.000 euros por la nueva normativa introducida por Montoro.